# The Washington Quarterly
The Washington Quarterly (TWQ) est une revue d’analyse des relations internationales, traitant des changements stratégiques dans le monde et de leurs implications sur les politiques des États. Elle est publiée par le think tank américain Center for Strategic and International Studies et la maison d’édition Taylor & Francis. 
TWQ traite des sujets suivants : le rôle des États-Unis dans le monde, les puissances émergentes, les armes de destruction massive, la lutte mondiale antiterroriste, les problématiques régionales, la gouvernance mondiale. La revue publie également des tribunes du Congrès américain. 
Les articles sont destinés aux praticiens des relations internationales. TWQ a des abonnés dans une cinquantaine de pays[Quand ?][source secondaire nécessaire].